# Saison 2 de Younger
Chronologie
Saison 1 Saison 3
Cet article présente le guide des épisodes de la deuxième saison de la série télévisée Younger.

## Synopsis
Liza a 40 ans et est mère célibataire récemment divorcée qui cherche un emploi, ce qui s'avère être difficile pour une femme de son âge. Après une remarque d'un jeune homme Josh qui l'avait trouvé jeune, elle décide de se faire rajeunir grâce à du maquillage à l'aide de sa meilleure amie Maggie et se fait passer pour une femme de 26 ans. Dans son nouveau travail, elle devient l'assistante de Diana et la collègue de Kelsey.

## Distribution

### Acteurs principaux
- Sutton Foster (VF : Véronique Desmadryl) : Liza Miller
- Hilary Duff (VF : Julie Turin) : Kelsey Peters
- Miriam Shor (VF : Ivana Coppola) : Diana Trout
- Debi Mazar (VF : Vanina Pradier) : Maggie Amato
- Nico Tortorella (VF : Donald Reignoux) : Josh
- Peter Hermann (VF : Constantin Pappas) : Charles Brooks
- Molly Bernard (VF : Edwige Lemoine) : Lauren Heller[1]

### Acteurs récurrents et invités
- Dan Amboyer (VF : Anatole de Bodinat) : Thad Steadman
- Tessa Albertson (VF : Barbara Beretta) : Caitlin Miller
- Heidi Armbruster (VF : Anne Massoteau) : Michelle
- Justine Lupe (VF : Anouck Hautbois) : Jade Winslow
- Michael Urie (VF : Damien Witecka) : Redmond
- Kathy Najimy (VF : Martine Irzenski) : Denise Heller
- Josh Pais (VF : Nicolas Marié) : Todd Heller
- Paul Fitzgerald (VF : Guillaume Lebon) : David Taylor
- Matthew Morrison (VF : Xavier Fagnon) : Sebastian[2]

## Épisodes

### Épisode 1:Namasté
- États-Unis : 13 janvier 2016 sur TV Land[3]
- Canada : 1er février 2016 sur E![4]
- France :
  - 8 novembre 2016 sur Téva
  - 29 octobre 2019 sur 6ter

- Gia Crovatin (en) : Dr Lisa Sarkisian
- Ryann Redmond : Dora
- Elizabeth Judd : Padma
- Gracie Bea Lawrence : Michaela
- Nate Fernald : Jerrod
- Bobby Flay : Lui-même

### Épisode 2:Territoires inconnus
- États-Unis : 13 janvier 2016 sur TV Land
- Canada : 8 février 2016 sur E!
- France :
  - 8 novembre 2016 sur Téva
  - 29 octobre 2019 sur 6ter

- Paul Fitzgerald : David Miller
- Kobi Libii : Rob Olive
- Johnathan Fernandez : Hans

### Épisode 3:Snobe-moi si tu peux
- États-Unis : 20 janvier 2016 sur TV Land
- Canada : 15 février 2016 sur E!
- France :
  - 8 novembre 2016 sur Téva
  - 30 octobre 2019 sur 6ter

- Kathy Najimy : Denise Heller
- Josh Pais : Todd Heller
- Flula Borg : Dorff
- E. J. Bonilla : Hector
- Megan Haley : Amanda
- Danny Peter Smith : Daniel
- Andrew McKeough : Liam

### Épisode 4:L'empiriconda
- États-Unis : 27 janvier 2016 sur TV Land
- Canada : 22 février 2016 sur E!
- France :
  - 8 novembre 2016 sur Téva
  - 30 octobre 2019 sur 6ter

- Justine Lupe : Jade Winslow
- Michael Urie : Redmond

### Épisode 5:I love New Jersey
- États-Unis : 3 février 2016 sur TV Land
- Canada : 29 février 2016 sur E!
- France :
  - 15 novembre 2016 sur Téva
  - 31 octobre 2019 sur 6ter

- Heidi Armbruster : Michelle
- Brit Whittle : Tom
- Justine Lupe : Jade Winslow
- Michael Urie : Redmond

- L'acteur Peter Hermann est absent lors de cet épisode.

### Épisode 6:Le faux chapitre
- États-Unis : 10 février 2016 sur TV Land
- Canada : 7 mars 2016 sur E!
- France :
  - 15 novembre 2016 sur Téva
  - 31 octobre 2019 sur 6ter

- Justine Lupe : Jade Winslow

### Épisode 7:À la sauvage
- États-Unis : 17 février 2016 sur TV Land
- Canada : 14 mars 2016 sur E!
- France :
  - 15 novembre 2016 sur Téva
  - 1er novembre 2019 sur 6ter

### Épisode 8:Thérapie
- États-Unis : 24 février 2016 sur TV Land
- Canada : 21 mars 2016 sur E!
- France :
  - 15 novembre 2016 sur Téva
  - 1er novembre 2019 sur 6ter

### Épisode 9:L'amour est dans la ferme
- États-Unis : 2 mars 2016 sur TV Land
- Canada : 28 mars 2016 sur E!
- France :
  - 22 novembre 2016 sur Téva
  - 4 novembre 2019 sur 6ter

### Épisode 10:Vive les futurs mariés!
- États-Unis : 9 mars 2016 sur TV Land
- Canada : 4 avril 2016 sur E!
- France :
  - 22 novembre 2016 sur Téva
  - 4 novembre 2019 sur 6ter

### Épisode 11:Un secret royal
- États-Unis : 16 mars 2016 sur TV Land
- Canada : 11 avril 2016 sur E!
- France :
  - 22 novembre 2016 sur Téva
  - 5 novembre 2019 sur 6ter

### Épisode 12:Pas de mariage et un enterrement
- États-Unis : 23 mars 2016 sur TV Land
- Canada : 18 avril 2016 sur E!
- France :
  - 22 novembre 2016 sur Téva
  - 5 novembre 2019 sur 6ter